# Chassey-Beaupré
 Chassey-Beaupré  es una población y comuna francesa, en la región de Lorena, departamento de Mosa, en el distrito de Commercy y cantón de Gondrecourt-le-Château.

## Demografía
| 179 | 162 | 177 | 165 | 144 | 138 |
| Para los censos de 1962 a 1999 la población legal corresponde a la población sin duplicidades (Fuente: INSEE [Consultar]) |     |     |     |     |     |